# Хома (река)
Хома́ (чув. Хум, Кама) — река в Ибресинском и Комсомольском районах Чувашии, левый приток Кубни (в 139 км от устья). 

## Физико-географическая характеристика
Длина реки 30 км, площадь бассейна 212 км². Образуется слиянием рек Ибреска (длина 10,0 км) и Хорна у деревни Нижнее Кляшево. По другим данным исток реки (в истоках её название Хорна) — в 1,5 км к юго-западу от посёлка Тымар Ибресинского района, устье в 1,5 км от села Корезино Комсомольского района. Коэффициент густоты речной сети 0,5 км/км².
У деревни Нижнее Кляшево русло зарегулировано. 
Имеет 15 притоков, главный — Ибреска. В Хому впадают реки Ялдом, Вутанар и другие.

## Данные водного реестра
По данным государственного водного реестра России относится к Верхневолжскому бассейновому округу, водохозяйственный участок реки — Свияга от с. Альшеево до устья, речной подбассейн реки — Волга от впадения Оки до Куйбышевского водохранилища (без бассейна Суры). Относится к речному бассейну реки Волга до Куйбышевского водохранилища (без бассейна Оки).
Код объекта в государственном водном реестре — 08010400612112100002911.

## Название
1) Название, вероятнее всего, от чув. хама/хома «выдра» (Ашмарин, XVI, 157). Мар. Г. ама «бобр», мар. В. кома «выдра» (тюрк.) (Федотов, ЧМЯВ, 262). 

2) Хум, Хома — имя сказочного героя. — Географические названия Чувашской Республики.

## Прочее
У истока реки в окрестностях посёлка Тымар в 2017 году установлена памятная доска. 